# Battle Symphony (bài hát của Linkin Park)
"Battle Symphony" là một đĩa đơn quảng bá của ban nhạc rock người Mỹ Linkin Park. Bài hát được ban nhạc thu âm cho album phòng thu thứ 7 của họ, có tên One More Light. Bài hát là ca khúc thứ 4 nằm trong album. Bài hát được chắp bút bởi các thành viên của Linkin Park là Brad Delson và Mike Shinoda. Bài hát được phát hành vào ngày 16 tháng 3 năm 2017, nhưng nó đã bị rò rỉ trước đó vài ngày.

## Hoàn cảnh
Tiêu đề "Battle Symphony" lần đầu tiên xuất hiện trong một bức ảnh được đăng trên bài Instagram của Joe Hahn vào ngày 6 tháng 9 năm 2016 có cảnh Brad chơi guitar acoustic. Ban nhạc đã công bố lời bài hát trên Genius.com. Mike Shinoda cũng đã phát trực tiếp trên Instagram để thảo luận về đĩa đơn. Phần sản xuất giọng hát được thực hiện bởi Andrew Bolooki.

## Video âm nhạc
Vào ngày 12 tháng 1, Melissa Fox, một nhiếp ảnh gia đến từ Moscow, Nga, người đang làm việc thời vụ ở Los Angeles, đã tình cờ gặp Linkin Park và xác nhận rằng họ đang quay một video ca nhạc tại Cầu đường số 4. Tay đua BMX Alfredo Mancuso cũng vô tình gặp ban nhạc cùng ngày và cho ban nhạc mượn máy bay không người lái của mình để họ có thể quay một số cảnh.
Video lời bài hát "Battle Symphony" được phát hành vào ngày 16 tháng 3 năm 2017  và nhận được 4,8 triệu lượt xem trong tuần đầu tiên trên YouTube. Tính đến ngày 25 tháng 7 năm 2020, video lời bài hát đã đạt được hơn 79 triệu lượt xem.

## Xuất hiện trên phương tiện truyền thông
Bài hát này được sử dụng trong trò chơi điện tử của Konami là Pro Evolution Soccer 2018. Đây là lần thứ 2 một bài hát của Linkin Park được góp mặt, trước đó là bài All for Nothing hợp tác với Page Hamilton.
Bài hát này được sử dụng trong NBA Playoffs 2017.

## Nhân sự
Linkin Park
- Chester Bennington - ca sĩ chính
- Rob Bourdon - trống, bộ gõ
- Brad Delson - guitar
- Dave "Phoenix" Farrell - guitar bass, hát bè
- Joe Hahn ("Mr. Hahn") - lập trình, sampling
- Mike Shinoda - đàn organ, hát bè

Nhân sự sản xuất
- Sản xuất: Mike Shinoda và Brad Delson
- Sáng tác: Mike Shinoda, Brad Delson và Jon Green
- Giọng hát: Chester Bennington, Mike Shinoda và Dave Farrell
- Sản xuất giọng hát: Andrew Bolooki
- Kỹ sư âm thanh: Mike Shinoda, Ethan Mates và Josh Newell
- Phối âm: Manny Marroquin
- Kỹ sư phối âm: Chris Galland
- Phối âm được hỗ trợ bởi Robin Florent và Jeff Jackson
- Master bởi Chris Gehringer

Ghi chú
- Danh đề từ trang web phát trực tuyến.[12]

## Xếp hạng
| Bảng xếp hạng(2017)                    | Vị trí cao nhất |
| -------------------------------------- | --------------- |
| Cộng hòa Séc (Rádio Top 100)           | 83              |
| Cộng hòa Séc (Singles Digitál Top 100) | 27              |
| Đức (GfK)                              | 95              |
| Hungary (Single Top 40)                | 21              |
| Bồ Đào Nha (AFP)                       | 71              |
| Slovakia (Singles Digitál Top 100)     | 52              |
| Thụy Sĩ (Schweizer Hitparade)          | 90              |
| Hoa Kỳ Hot Rock Songs (Billboard)      | 11              |